# Daniel Gilbert (psicólogo)
Daniel Todd Gilbert (nacido el 5 de noviembre de 1957) es un psicólogo social y escritor estadounidense. Es profesor Edgar Pierce de Psicología en la Universidad de Harvard y es conocido por su investigación con Timothy Wilson de la Universidad de Virginia sobre la previsión afectiva. Es autor del best seller internacional Stumbling on Happiness, que ha sido traducido a más de 30 idiomas y ganó el Premio Royal Society 2007 para libros de ciencia. También ha escrito ensayos para varios periódicos y revistas, ha presentado una serie de televisión de no ficción en PBS y ha dado tres charlas TED populares.

## Vida y carrera
Gilbert abandonó la escuela secundaria a los 15 años y pasó un año haciendo autostop por los Estados Unidos.  Posteriormente obtuvo su GED y recibió una Licenciatura en Artes en Psicología de la Universidad de Colorado en Denver en 1981 y un Doctorado en Psicología Social de la Universidad de Princeton en 1985. De 1985 a 1996 fue miembro del cuerpo docente de la Universidad de Texas en Austin. Desde 1996, trabaja en la Universidad de Harvard, donde actualmente es Profesor Edgar Pierce de Psicología.
Él y su esposa, Marilynn Oliphant, viven en Cambridge, Massachusetts. Gilbert tiene un hijo y cuatro nietos.

## Obras
El libro de Gilbert de 2006, Tropezar con la felicidad, fue un éxito de ventas del New York Times y ha sido traducido a más de 40 idiomas. Ganó el Premio Royal Society de Libros de Ciencia en 2007 y fue incluido como uno de los cincuenta libros clave en psicología en 50 Psychology Classics (2006) de Tom Butler-Bowdon.
Los ensayos de no ficción de Gilbert han aparecido en The New York Times, Los Angeles Times, Forbes, Time y otros, y sus cuentos han aparecido en Amazing Stories e Isaac Asimov's Science Fiction Magazine, así como en otras revistas y antologías. Ha sido invitado a numerosos programas de televisión, incluidos 20/20, The Today Show, Charlie Rose y The Colbert Report. Es coguionista y presentador de la serie de televisión de 6 horas "This Emotional Life", que se emitió en PBS en enero de 2010 y ganó varios premios Telly.
Ha dado tres charlas TED populares, incluida una de las 25 charlas más vistas de todos los tiempos (a noviembre de 2022). 
Desde 2013, Gilbert ha aparecido en una serie de comerciales de televisión para Prudential Financial que utilizan la visualización de datos para hacer reflexionar a los estadounidenses sobre la importancia de ahorrar para la jubilación. En uno de los anuncios, se pidió a las personas que pusieran pegatinas en una línea de tiempo para indicar la edad de la persona más longeva que conocían, con el fin de ilustrar el aumento reciente de la esperanza de vida. En otro, Gilbert provocó una reacción en cadena y estableció un récord mundial Guinness al derribar una estructura de 9 metros con un dominó, para demostrar el impacto del interés compuesto. En un tercer anuncio, la gente colocaba imanes en paredes etiquetadas como "Pasado" y "Futuro" para ilustrar el sesgo de optimismo.

### Libros
- Gilbert, Daniel (2006). Stumbling on Happiness. New York, NY: Knopf. ISBN 1-400-04266-6.
- Fiske, Susan T.; Gilbert, Daniel T.; Lindzey, Gardner (2010). Handbook of Social Psychology (5th edición). Hoboken, N.J: Wiley. ISBN 9780470137482.

### Artículos académicos
Gilbert también ha colaborado con otros científicos (por ejemplo, con su colaborador de muchos años Timothy Wilson) en artículos publicados en importantes revistas científicas como Science, Nature y Psychological Science.

## Premios y honores
Gilbert ha ganado numerosos premios por su enseñanza, entre ellos la Cátedra de Harvard College y el Premio de Enseñanza Phi Beta Kappa. También ha ganado premios por sus investigaciones, incluido el Premio Científico Distinguido de la Asociación Americana de Psicología por su Contribución Temprana a la Psicología. En 2008 fue elegido miembro de la Academia Estadounidense de las Artes y las Ciencias. Gilbert recibió el título de doctor honoris causa en Letras por el Bates College, en Lewiston, Maine, el 29 de mayo de 2016.  y un Doctorado honorario en Ciencias Sociales de la Universidad de Yale en 2021. En 2019, recibió el premio William James Fellow de la Asociación de Ciencias Psicológicas por sus contribuciones a la psicología social.  En 2024 fue elegido miembro de la Sociedad Filosófica Americana.